# اووز ساواش

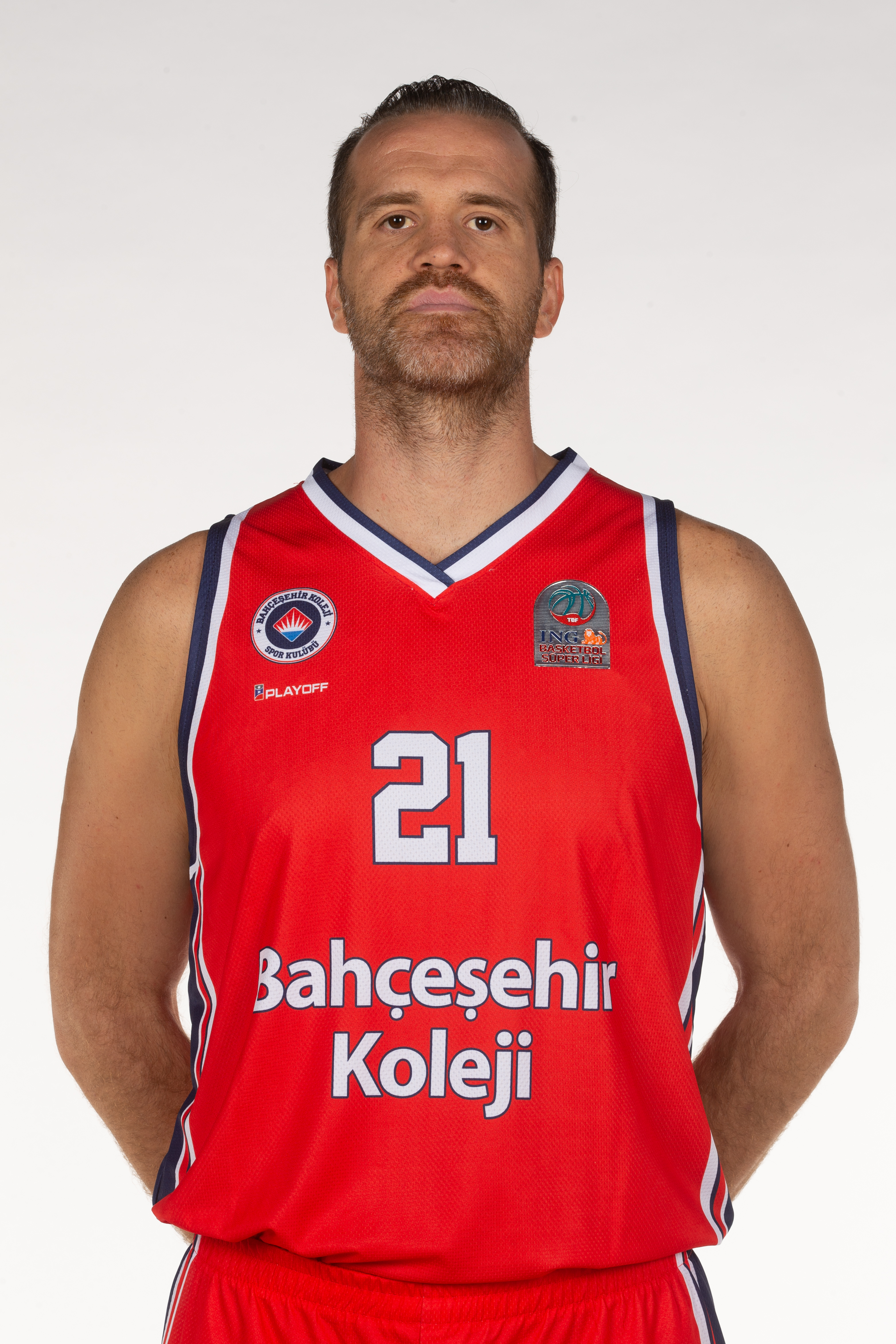

اووز ساواش (به ترکی استانبولی: Oğuz Savaş) (متولد ۱۳ ژوئیه ۱۹۸۷ در بالیک‌اسیر ترکیه)بازیکن حرفه‌ای بسکتبال است که در تیم فنرباغچه اولکر بازی می‌کند.قد او ۲٫۱۳متر و وزن او ۱۳۲ کیلوگرم است.

## باشگاه های طرف قرارداد
بالیک‌اسیر
یشیل‌یورت
اولکرسپور
فنرباغچه‌اولکر